# Brunnenwiesenbach (Dahenbach)
Der Brunnenwiesenbach ist ein zweieinhalb Kilometer langer Bach im Stadtteil Dahenfeld von Neckarsulm im Landkreis Heilbronn im nördlichen Baden-Württemberg, der unterhalb des Dorfes Dahenfeld von links in den dort noch kürzeren Dahenbach mündet.

## Name
Nach einer älteren Quelle wurde der Brunnenwiesenbach – einschließlich des Dahenbachs unterhalb der Mündung – früher Dahbach genannt. Heute wird der Brunnenwiesenbach, vermutlich weil er der bedeutendere Oberlauf des Dahenbachs ist und dieser unterhalb der Mündung des Brunnenwiesenbachs dessen Richtung fortsetzt, oft als Dahenbach bezeichnet.

## Geographie

### Verlauf
Der Brunnenwiesenbach entsteht südwestlich der Dorfmitte von Dahenfeld am unteren Hang des Mönchswaldes zwischen den Bergspornen Kappisrain links und Hüttberg rechts der Sulmer Bergebene auf etwa 230 m ü. NHN. Er durchläuft gleich nach seinem Ursprung noch im Wald und am Waldrand auf nördlichem Lauf zwei hinter Dämmen angestaute und zur Verlandung neigende Teiche von zusammen etwas über 0,1 ha. Danach im offenen Terrain wird er bis etwas nach seiner Unterquerung des Sträßchens In den Prügelwiesen von einer Baumgalerie begleitet.
Nachdem er am Ostrand des Sportplatzes und unter dem sich rechtsseits weiter vorspringenden Hüttberg entlanggezogen ist, wendet er sich an der Hüttberghalle auf künftig nordöstlichen Lauf zunächst durchs Dorf Dahenfeld. Dort längstenteils als offener Graben laufend, trennt er die Hintergärten der Häuserzeilen entlang der Erlenbacher Straße links und des Riedweges rechts. Nachdem er kurz nacheinander von der Cäcilienstraße und der Kreuzstraße gequert wurde, läuft er neben dem Backhausweg; dort queren einige Stege zu Gartengrundstücken seinen grabenartigen Lauf. Nach den Brunnenwiesen am östlichen Ortsrand folgt er dem letzten Stück der Bismarckstraße fast bis zu deren Einmündung in die L 1095 Amorbach–Neuenstadt am Kocher.
Dann fließt er in allenfalls hundert Metern Abstand von der Landesstraße von einer lückenhaften Baumgalerie begleitet und zwischen Wiesen- und Feldstreifen links und rechts weiter durch die Rankwiesen. Am Beginn der Herrenwiesen liegen in wenig Anstand links und dann nahe am rechten Ufer kleine Wiesenstücke mit Quellen, dem letzten gegenüber steht ein Wasserhäuschen.
Schließlich mündet der Brunnenwiesenbach auf etwa 188 m ü. NHN von links nach 2,5 km langem Lauf mit mittlerem Sohlgefälle von etwa 17 ‰ rund 42 Höhenmeter unterhalb seiner Quelle im Mönchswald in den Dahenbach. Dessen tiefer am Berg als der Brunnenwiesenbach entspringende Oberlauf bis zum Brunnenwiesenbach ist mit nur etwa 1,5 km Länge und nur etwa 1,9 km² an Teileinzugsgebiet der unbedeutendere der beiden Oberläufe des Dahenbachs.
Der Brunnenwiesenbach selbst hat keine wesentlichen Zuflüsse.

### Einzugsgebiet
Der Brunnenwiesenbach hat ein etwa 3,2 km² großes Einzugsgebiet, das naturräumlich gesehen mit seinem Südrand zum Unterraum Sulmer Bergebene der Löwensteiner Berge in den Schwäbisch-Fränkischen Waldberge liegt, während der größere mittlere und nördliche Teil zum Unterraum Kocherplatten und Krumme Ebene der Hohenloher und Haller Ebene gerechnet wird. Auf der Hochebene im Süden, wo an der südlichen Wasserscheide im Erlenbacher Gewann Bannholz die mit etwa 335 m ü. NHN größte Höhe erreicht wird, sowie am Bergabfall in Richtung Dahenfeld steht Wald, das tiefere Terrain davor ist nach einem kleinen Saum mit Obstwiesen meist von Äckern bedeckt.
Ein etwa 15 ha großes Randstreifen des Höhenwaldes im Südwesten gehört zur Gemeinde Erlenbach, ein etwa 10 ha großer Flurstreifen am Nordrand zur Gemeinde Oedheim, das übrige Gebiet liegt in der Stadtteilgemarkung Dahenfeld von Neckarsulm. Das Dorf Dahenfeld liegt größtenteils innerhalb und ist der einzige Siedlungsplatz.
Reihum grenzen die Einzugsgebiete der folgenden Nachbargewässer an:
- Im Osten und Südosten liegt der Einzugsgebietsteil vor dem Zufluss des Brunnenwiesenbach des zum Kocher-Zufluss Brettach laufenden Dahenbachs;
- im Süden entsteht jenseits der Bergebene die Lennach, die über den Schmalbach und den Eberbach zur Sulm entwässert;
- im Südwesten liegt das Quellgebiet des Erlenbachs, eines tieferen Zuflusses der Sulm;
- im Westen entsteht der anfangs Lautenbach genannte Attichsbach, der letzte Zufluss der Sulm;
- im Norden liegt das Einzugsgebiet des Wäschbachs, der wenig unterhalb der Brettach in den Kocher einfließt, welcher den Neckar unterhalb der Sulm erreicht.

## Geologie
Die mesozoische Schichtenfolge im Einzugsgebiet beginnt zuoberst mit dem Schilfsandstein (Stuttgart-Formation) auf der Hochfläche der Sulmer Bergebene im Süden. Ab dem oberen Hangknick beginnt dann schon der Gipskeuper (Grabfeld-Formation) auszustreichen, der auf dem überwiegenden Teil des Einzugsgebietes ansteht. Diese alten Sedimentschichten sind auf der Bergebene wie auch unterhalb von ihr vor dem Bergfuß weithin durch viel jüngere pleistozäne überdeckt, vor allem durch Löss und Lösssediment, aber auch teilweise durch lössführende Fließerden.
Vom Hüttberg wenig südlich von Dahenfeld sind Hangschollen abgerutscht. Das Schwemmlandband um den Brunnenwiesenbach beginnt schon im Quellbereich und besteht schon bald aus Auenlehmen.

## Natur und Schutzgebiete
Wo er den Mönchswald verlässt, ist der Brunnenwiesenbach allenfalls einen Meter breit. Unterhalb von Dahenfeld zeigt er einen Verlauf, der gegenüber dem auf einem älteren Meßtischblatt erkennbar gewundenen stark begradigt ist. Er ist auf diesem Abschnitt ebenso wie zuvor im Dorf meist sehr naturfern.
Die Quellen am Unterlauf mit dem Wasserhäuschen liegen in einem großen festgestellten Wasserschutzgebiet, das vor allem auch direktes Einzugsgebiet des Dahenbachs umfasst. Seine Erweiterung nach Westen auf fast das ganze restliche Brunnenwiesenbach-Einzugsgebiet ist fachlich abgegrenzt.

### LUBW
Amtliche Online-Gewässerkarte mit passendem Ausschnitt und den hier benutzten Layern: Lauf und Einzugsgebiet des Brunnenwiesenbachs

Allgemeiner Einstieg ohne Voreinstellungen und Layer: Daten- und Kartendienst der Landesanstalt für Umwelt Baden-Württemberg (LUBW) (Hinweise)
1. 1 2 3  Höhe nach dem Höhenlinienbild auf dem Hintergrundlayer Topographische Karte.
2. 1 2  Länge nach dem Layer Gewässernetz (AWGN).
3. 1 2  Einzugsgebiet abgemessen auf dem Hintergrundlayer Topographische Karte.
4. ↑  Seefläche nach dem Layer Stehende Gewässer.
5. ↑  Schutzgebiete nach den einschlägigen Layern, Natur teilweise nach dem Layer Geschützte Biotope.

### Andere Belege
1. ↑  Nach
  - Dahenfeld. In: Julius Hartmann, Eduard Paulus (Hrsg.): Beschreibung des Oberamts Neckarsulm (= Die Württembergischen Oberamtsbeschreibungen 1824–1886. Band 61). W. Kohlhammer, Stuttgart 1881, S. 327–333 (Volltext [Wikisource]).

wurde der Bach damals zusammen mit dem heute Brunnenwiesenbach genannten Oberlauf Dahbach genannt.
2. ↑  Josef Schmithüsen: Geographische Landesaufnahme: Die naturräumlichen Einheiten auf Blatt 161 Karlsruhe. Bundesanstalt für Landeskunde, Bad Godesberg 1952. → Online-Karte (PDF; 5,1 MB)
3. ↑  Geologie nach den Layern zu Geologische Karte 1:50.000 auf: Mapserver des Landesamtes für Geologie, Rohstoffe und Bergbau (LGRB) (Hinweise)
4. ↑  Begradigung des Unterlaufs nach:
  - 6721 Kochendorf von 1902